# Terán
Terán es un núcleo de población perteneciente al municipio español de Cabuérniga, en Cantabria.

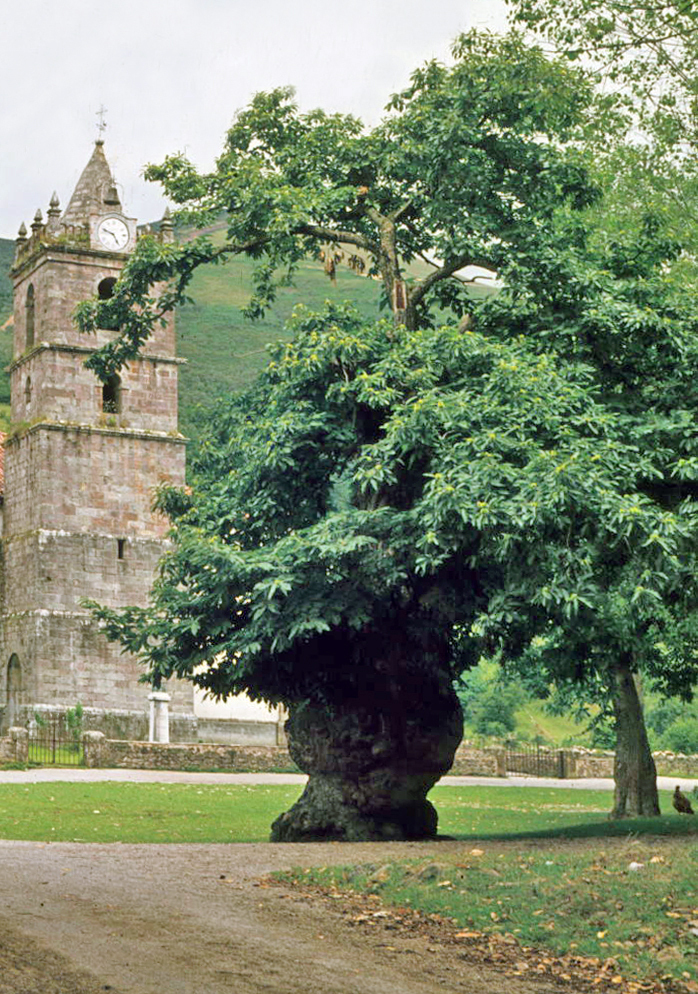
Castaño e iglesia en 1975.

Dista de 0,6 km de la capital municipal y 56 km de la capital autonómica, Santander. Está a una altitud de 254 m s.n.m., Clima oceánico-templado, 1270 mm de precipitación media anual y temperatura media de 13,3 °C. Compuesto por cuatro Barrios: Terán, Bº de Villanueva, Bº de La Torre y Bº de Sepoyo, está declarado conjunto de interés artístico. 
Entre sus monumentos destacan la iglesia Santa Eulalia de Terán del siglo XVIII, aunque sus orígenes datan del siglo XI, enmarcada en el entorno del espacio natural de "La Castañera", donde numerosos pies de castaños centenarios escoltaban el monumento (Hoy solo sobreviven unos pocos ejemplares). En el conjunto también se encuentran los edificios de las antiguas escuelas de Terán y el colegio de concentración escolar del Valle de Cabuérniga (Cabuérniga, Los Tojos, Ruente) instalado en el antiguo edificio del colegio del niño Jesús del año 1888. Numerosas casas, casonas y palacios, típicas de la arquitectura montañesa.

## Personas destacadas
José María Cos y Macho (1838-1919). Fue un sacerdote católico, académico correspondiente de la Real Academia de la Historia, escritor español, senador y cardenal arzobispo de Valladolid. En el interior de la iglesia de Santa Eulalia se conserva un retrato al óleo (de cuerpo entero) del Cardenal de Cos realizado por el pintor vallisoletano Pablo Puchol.